# Vilamarxant
Vilamarxant község Spanyolországban, Valencia tartományban. Vilamarxant Benaguasil, Pedralba, Riba-roja de Túria és Cheste községekkel határos. Lakosainak száma 11 041 fő (2024).

## Népesség
A település népessége az utóbbi években az alábbiak szerint változott:
| Lakosok száma | 6151 | 6730 | 7761 | 8767 | 9491 | 9204 | 9376 | 9717 | 10 348 | 11 041 |
|               | 2001 | 2004 | 2007 | 2009 | 2012 | 2014 | 2017 | 2019 | 2022   | 2024   |